# Chicago Board of Trade
A Chicago Board of Trade (CBOT), criada em 3 de abril de 1848, é uma das mais antigas bolsas de futuros e opções do mundo. Em 12 de julho de 2007, a CBOT se fundiu com a Chicago Mercantile Exchange (CME) para formar o CME Group. A CBOT e três outras bolsas (CME, NYMEX e COMEX) agora operam como mercados de contratos designados (DCM) do CME Group.

## História

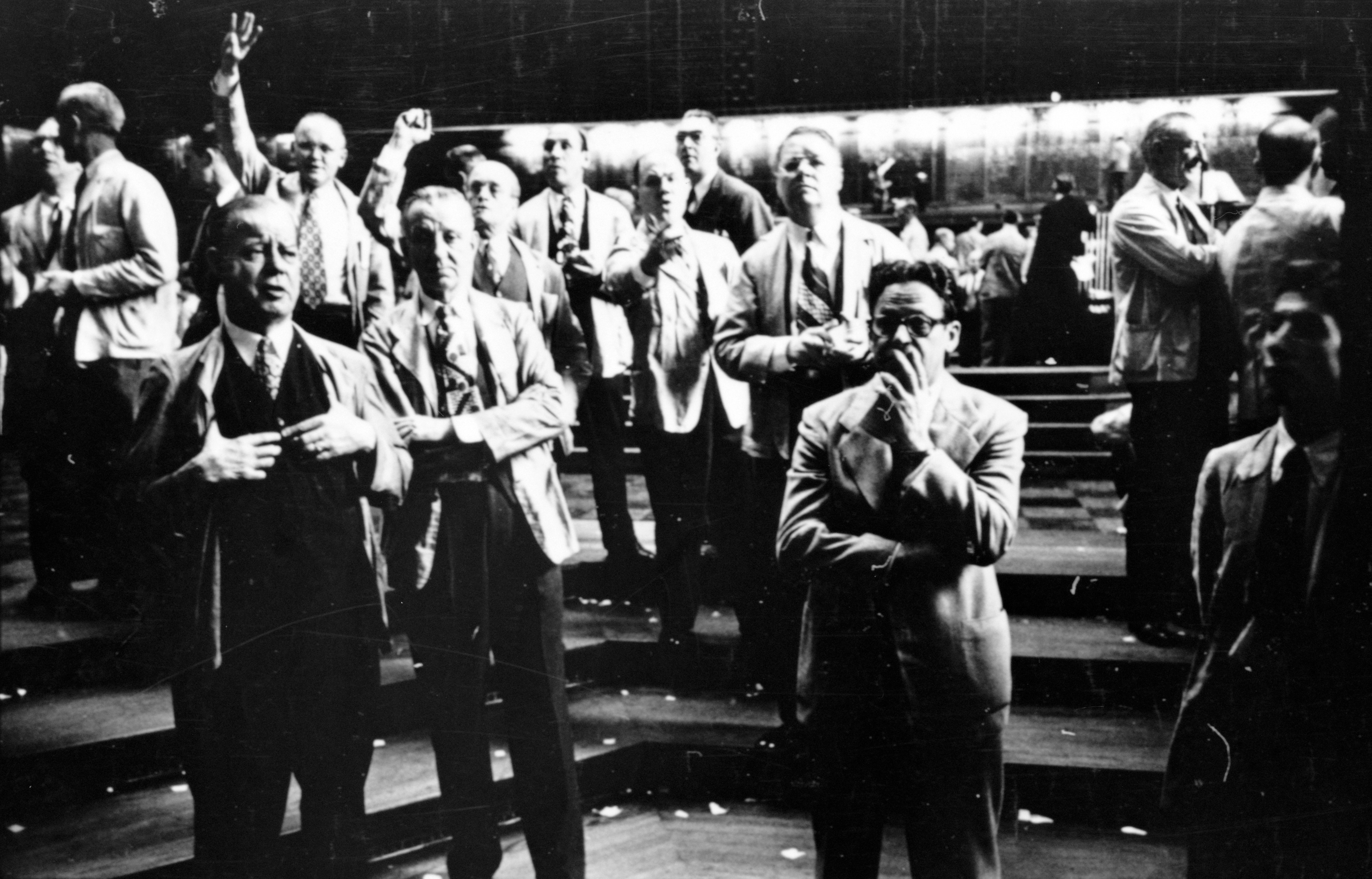
Homens trabalhando no pregão da Chicago Board of Trade fotografados por Stanley Kubrick para a revista Look em 1949

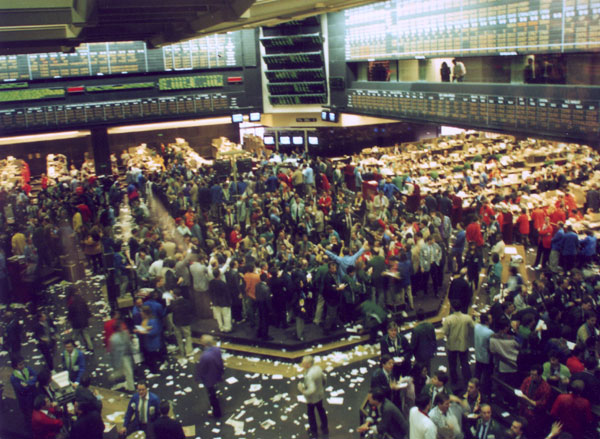
Pregão na Chicago Board of Trade em 1993

As preocupações dos negociantes dos EUA para garantir que houvesse compradores e vendedores de commodities resultaram em contratos a termo para vender e comprar commodities. Ainda, o risco de crédito permanecia um problema sério. O CBOT tomou forma para fornecer um local centralizado, onde compradores e vendedores podem se reunir para negociar e formalizar contratos a termo. Uma discussão no início de 1848 entre Thomas Richmond e W. L. Whiting sobre a propriedade de criar uma junta de comércio levou à reunião de 13 de março com comerciantes e empresários a favor de estabelecê-la e uma resolução resultante para tal estabelecimento e uma Constituição. Um comitê então desenvolveu estatutos que foram adotados na primeira segunda-feira de abril por 82 membros fundadores da Junta Comercial.
Em 1864, o CBOT listou os primeiros contratos a termo "negociados em bolsa" padronizados, que foram chamados de contratos futuros. Em 1919, o Chicago Butter and Egg Board, um spin-off do CBOT, foi reorganizado para permitir que os comerciantes membros permitissem negociações futuras, e seu nome foi alterado para Chicago Mercantile Exchange (CME).
Em 19 de outubro de 2005, a oferta pública inicial (IPO) de 3 191 489 ações da CBOT foi cotada a $ 54,00 (USD) por ação. Em seu primeiro dia de negociação, as ações fecharam em alta de +49% a US$ 80,50 (USD) na NYSE.
Em 2007, a CBOT e a Chicago Mercantile Exchange se fundiram para formar o CME Group.